# Carling Zeeman
Carling Zeeman, född 27 maj 1991, är en kanadensisk roddare.
Zeeman tävlade för Kanada vid olympiska sommarspelen 2016 i Rio de Janeiro, där hon slutade på 10:e plats i singelsculler. Vid olympiska sommarspelen 2020 i Tokyo slutade Zeeman på andra plats i B-finalen i singelsculler, vilket var totalt åttonde plats i tävlingen.